# Драфт НБА 2000
Драфт НБА 2000 року відбувся 28 червня в Таргет-центрі в Міннеаполісі. Це був останній, перед сезоном 2011, драфт, який пройшов на домашній арені однієї з команд НБА. Всі наступні до 2010 року відбулися в Медісон-сквер-гарден у Нью-Йорку. Станом на 2017 рік він також є останнім драфтом, на якому під першим номером обрано четвертокурсника коледжу (сеніора).
Драфт 2000 року вважають одним із найгірших в історії. Дотепер лише перший драфт-пік Кеньйон Мартін, вибір першого раунду Джамал Маглор (19-й загальний), а також вибір другого раунду Майкл Редд (43-й загалом) взяли участь у Матчі всіх зірок (кожен по одному разу); kbit один гравець потрапив до Збірної всіх зірок (Редд, чиє єдине потрапляння було в третю команду сезону 2004); лише три гравці драфту здобували головні нагороди за підсумками сезону (Гедо Тюркоглу названий найбільш прогресуючим гравцем сезону 2007–2008, Майк Міллер виграв звання новачок року НБА і найкращий шостий гравець НБА у 2001 і 2006 роках відповідно, і Джамал Кроуфорд тричі ставав найкращим шостим гравцем (у 2010, 2014 і 2016 роках); мало гравців драфту відзначилися тривалою кар'єрою в НБА. Sports Illustrated назвав цей цілий драфт (на противагу окремим гравцям) 6-м найбільшим розчаруванням сучасності. Напередодні драфту 2009 дописувач ESPN.com Девід Шенфілд написав статтю, в якій оцінив за силою усі драфти від часу введення драфтової лотереї у сезоні 1985. Саме цей драфт став єдиним, який дістав найнижчу можливу оцінку "F".
Використання метрики перемоги над замінами загалом для цього драфту дає на 17.3 перемоги менше, ніж "середня група нових гравців", що робить 2000 рік єдиним драфтом в історії НБА, який залишив гіршу групу новачків, ніж драфт попереднього сезону.

## Драфт
| * | Позначає гравців, які взяли участь принаймні в одній грі матчу всіх зірок НБА і потрапили до Збірної всіх зірок НБА |
| + | Позначає гравців, які взяли участь принаймні в одній грі матчу всіх зірок НБА                                       |
| x | Позначає гравців, які принаймні один раз потрапили до Збірної всіх зірок НБА                                        |
| # | Позначає гравців, які жодного разу не грали в регулярному сезоні НБА або плей-оф                                    |

| Раунд | Вибір | Гравець           | Позиція | Громадянство                       | Команда НБА | Коледж/Клуб                       |
| ----- | ----- | ----------------- | ------- | ---------------------------------- | --- | --------------------------------- |
| 1     | 1     | Кеньйон Мартін +  | ВФ      | США                                | Нью-Дже́рсі Нетс | Цинциннаті (Ср.)                  |
| 1     | 2     | Стромайл Свіфт    | ВФ/C    | США                                | Ванкувер Ґріззліс | ЛСЮ (Соф.)                        |
| 1     | 3     | Даріус Майлз      | ЛФ/SG   | США                                | Лос-Анджелес Кліпперс | СШ Іст-Сент-Луїса (Іст-Сент-Луїс) |
| 1     | 4     | Маркус Файзер     | ВФ      | США                                | Чикаго Буллз | Айова Стейт (Дж.)                 |
| 1     | 5     | Майк Міллер       | ЛФ/SG   | США                                | Орландо Меджик (від Голден-Стейт) | Флорида (Соф.)                    |
| 1     | 6     | Дермарр Джонсон   | АЗ/SF   | США                                | Атланта Гокс | Цинциннаті (Фр.)                  |
| 1     | 7     | Кріс Мім          | C/PF    | США                                | Чикаго Буллз (від Вашингтон через Голден-Стейт; обміняний до Клівленда на Джамала Кроуфорда та гроші)                                 | Техас (Дж.)                       |
| 1     | 8     | Джамал Кроуфорд   | АЗ      | США                                | Клівленд Кавальєрс (обміняний до Чикаго за готівку та Кріса Міма)                                                                     | Мічиган (Фр.)                     |
| 1     | 9     | Джоел Пжибілла    | C       | США                                | Х'юстон Рокетс (обміняний до Мілвокі на Джейсона Кольєра і майбутній драфт-пік першого раунду)                                        | Міннесота (Соф.)                  |
| 1     | 10    | Кейон Дулінг      | АЗ      | США                                | Орландо Меджик (від Денвер, обміняний до ЛА Кліпперс на Корі Маггетта, Дерека Стронга, готівку та майбутній драфт-пік першого раунду) | Міссурі (Соф.)                    |
| 1     | 11    | Жером Мозо        | ВФ      | Франція                            | Бостон Селтікс | УКЛА (Соф.)                       |
| 1     | 12    | Ітан Томас        | ВФ/C    | США                                | Даллас Маверікс | Сірак'юс (Ср.)                    |
| 1     | 13    | Кортні Алекзандер | АЗ      | США                                | Орландо Меджик (обміняний до Даллас на майбутній драфт-пік першого раунду та готівку)                                                 | Фресно Стейт (Ср.)                |
| 1     | 14    | Метін Клівз       | РЗ      | США                                | Детройт Пістонс | Мічиган Стейт (Ср.)               |
| 1     | 15    | Джейсон Кольєр    | C       | США                                | Мілвокі Бакс (обміняний разом з піком першого раунду до Х'юстон на Джоела Пжибіллау)                                                  | Джорджия Тек (Ср.)                |
| 1     | 16    | Гедо Тюркоглу     | ЛФ/PF   | Туреччина                          | Сакраменто Кінґс | Ефес Пілсен (Туреччина)           |
| 1     | 17    | Десмонд Мейсон    | ЛФ/SG   | США                                | Сіетл Суперсонікс | Оклахома Стейт (Ср.)              |
| 1     | 18    | Квентін Річардсон | ЛФ/SG   | США                                | Лос-Анджелес Кліпперс (від Торонто через Нью-Йорк, Філадельфія і Атланта)                                                             | Де Пол (Соф.)                     |
| 1     | 19    | Джамал Маглор+    | ВФ/C    | Канада                             | Шарлотт Горнетс | Кентуккі (Ср.)                    |
| 1     | 20    | Спіді Клехтон     | РЗ      | США                                | Філадельфія Севенті-Сіксерс | Гофстра (Ср.)                     |
| 1     | 21    | Морріс Пітерсон   | ЛФ/SG   | США                                | Торонто Репторз (від Міннесота) | Мічиган Стейт (Ср.)               |
| 1     | 22    | Доннелл Гарві     | ЛФ      | США                                | Нью-Йорк Нікс (обміняний разом з Джоном Воллесом до Даллас на Еріка Стрікленда та Піта Мікіла)                                        | Флорида (Фр.)                     |
| 1     | 23    | Дешон Стівенсон   | АЗ      | США                                | Юта Джаз (від Маямі) | СШ Вашингтон Юніон (Фресно)       |
| 1     | 24    | Далібор Багарич   | C       | Хорватія                           | Чикаго Буллз (від Сан-Антоніо) | Бенстон Загреб (Хорватія)         |
| 1     | 25    | Джейк Цакалідіс   | C       | Греція                             | Фінікс Санз | АЕК (Греція)                      |
| 1     | 26    | Мамаду Н'Діає     | C       | Сенегал                            | Денвер Наггетс (від Юта) | Оберн (Ср.)                       |
| 1     | 27    | Прімож Брезец     | C       | Словенія                           | Індіана Пейсерз | Юніон Олімпія (Словенія)          |
| 1     | 28    | Ерік Барклі       | РЗ      | США                                | Портленд Трейл-Блейзерс | Сент Джонс (Соф.)                 |
| 1     | 29    | Марк Медсен       | ВФ      | США                                | Лос-Анджелес Лейкерс | Стенфорд (Ср.)                    |
| 2     | 30    | Марко Ярич        | G       | Союзна Республіка Югославія Греція | Лос-Анджелес Кліпперс | Паф Болонья (Італія)              |
| 2     | 31    | Ден Лангі         | ВФ      | США                                | Даллас Маверікс (від Чикаго, обміняний до Х'юстон на Едуардо Нажера та майбутній пік другого раунду)                                  | Вандербілт (Ср.)                  |
| 2     | 32    | Ей Джей Гайтон    | РЗ      | США                                | Чикаго Буллз (від Голден-Стейт) | Індіана (Ср.)                     |
| 2     | 33    | Джейк Воскул      | C       | США                                | Чикаго Буллз (від Ванкувер через Х'юстон)                                                                                             | Коннектикут (Ср.)                 |
| 2     | 34    | Халід Ель-Амін    | РЗ      | США                                | Чикаго Буллз (від Атланта) | Коннектикут (Дж.)                 |
| 2     | 35    | Майк Сміт         | F       | США                                | Вашингтон Візардс | Луїзіана-Монро (Дж.)              |
| 2     | 36    | Сумайла Самаке    | C       | Малі                               | Нью-Дже́рсі Нетс | Cincinnati Stuff (IBL)            |
| 2     | 37    | Едді Гауз         | АЗ      | США                                | Маямі Гіт (від Клівленд через Денвер)                                                                                                 | Аризона Стейт (Ср.)               |
| 2     | 38    | Едуардо Нахера    | ВФ      | Мексика                            | Х'юстон Рокетс (проданий у Даллас with future second-round pick for Dan Langhi)                                                       | Оклахома (Ср.)                    |
| 2     | 39    | Лавор Поселл      | АЗ      | США                                | Нью-Йорк Нікс (від Бостон) | Сент Джонс (Ср.)                  |
| 2     | 40    | Ганно Меттеля     | ЛФ/PF   | Фінляндія                          | Атланта Гокс (від Денвер) | Юта (Ср.)                         |
| 2     | 41    | Кріс Карравелл#   | АЗ      | США                                | Сан-Антоніо Сперс (від Орландо) | Дьюк (Ср.)                        |
| 2     | 42    | Олуміде Оєдеджі   | ВФ      | Нігерія                            | Сіетл Суперсонікс | Вюрцбург (Німеччина)              |
| 2     | 43    | Майкл Редд*       | АЗ      | США                                | Мілвокі Бакс | Огайо Стейт (Дж.)                 |
| 2     | 44    | Браян Кардінал    | ВФ      | США                                | Детройт Пістонс | Пердью (Ср.)                      |
| 2     | 45    | Джабарі Сміт      | C       | США                                | Сакраменто Кінґс | ЛСЮ (Ср.)                         |
| 2     | 46    | Діандре Гулетт#   | G       | США                                | Торонто Репторз | КОС (Соф.)                        |
| 2     | 47    | Йосип Сесар#      | G       | Хорватія                           | Сіетл Суперсонікс (проданий у Бостон for два майбутні драфт-піки другого раунду)                                                      | Цибона Загреб (Хорватія)          |
| 2     | 48    | Марк Карчер#      | РЗ      | США                                | Філадельфія Севенті-Сіксерс | Темпл (Дж.)                       |
| 2     | 49    | Джейсон Гарт      | РЗ      | США                                | Мілвокі Бакс (від Шарлотт) | Сірак'юс (Ср.)                    |
| 2     | 50    | Кеніел Діккенс    | F       | США                                | Юта Джаз (від Нью-Йорк) | Айдахо (Ср.)                      |
| 2     | 51    | Ігор Ракочевич    | G       | Сербія                             | Міннесота Тімбервулвз | Црвена Звезда (Сербія)            |
| 2     | 52    | Ернест Браун      | C       | США                                | Маямі Гіт | СК Індіан Гіллз (Дж.)             |
| 2     | 53    | Ден Макклінток    | C       | США                                | Денвер Наггетс (від Фінікс) | Північна Аризона (Ср.)            |
| 2     | 54    | Корі Гайтауер#    | G       | США                                | Сан-Антоніо Сперс (проданий у ЛА Лейкерс for два майбутні драфт-піки другого раунду)                                                  | СК Індіан Гіллз (Соф.)            |
| 2     | 55    | Кріс Портер       | F       | США                                | Голден-Стейт Ворріорс (від Юта) | Оберн (Ср.)                       |
| 2     | 56    | Джаквай Воллс#    | G       | США                                | Індіана Пейсерз | Колорадо (Ср.)                    |
| 2     | 57    | Скуні Пенн#       | G       | США                                | Атланта Гокс from Портленд через Детройт                                                                                              | Огайо Стейт (Ср.)                 |
| 2     | 58    | Піт Мікіл#        | F       | США                                | Даллас Маверікс (від ЛА Лейкерс, traded with Erick Strickland to Нью-Йорк for John Wallace and Donnell Harvey)                        | Цинциннаті (Ср.)                  |

1. ↑  Громадянство означає національну збірну гравця, або яку країну він представляє. Якщо гравець не грав на міжнародному рівні, тоді цей пункт означає за збірну якої країни він може грати за правилами FIBA.

## Помітні гравці, яких не задрафтовано
Цих гравців не вибрала жодна з команд на драфті НБА 2000, але вони зіграли в НБА принаймні одну гру.
| Гравець             | Позиція | Громадянство | Коледж/Клуб          |
| ------------------- | ------- | ------------ | -------------------- |
| Малік Аллен         | ВФ      | США          | Вілланова (Sr.)      |
| Річчі Фрам          | АЗ      | США          | Гонзага (Sr.)        |
| Едді Ґілл           | РЗ      | США          | Вебер Стейт (Sr.)    |
| Хуан Ігнасіо Санчес | РЗ      | Аргентина    | Темпл (Sr.)          |
| Іме Удока           | ЛФ      | США/ Нігерія | Портленд Стейт (Sr.) |